# Inferno - Canto ventinovesimo

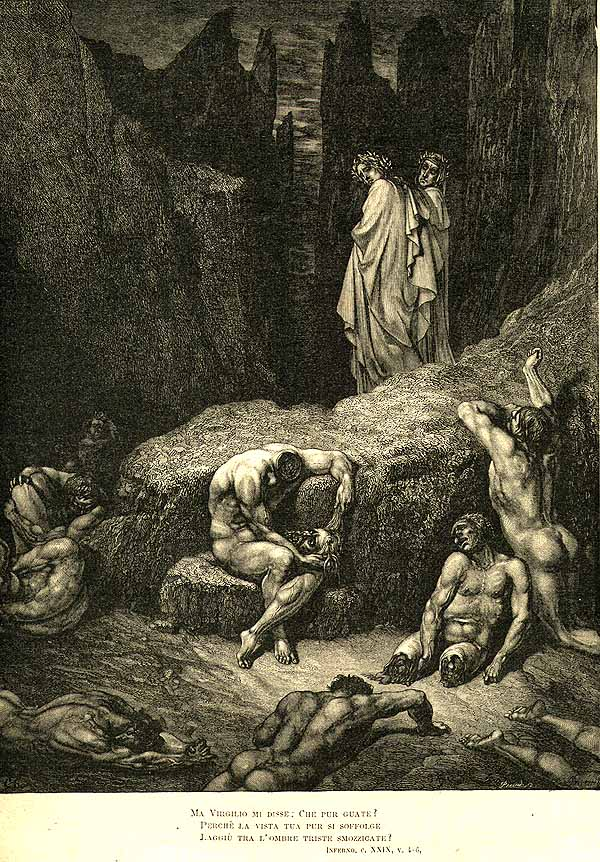
Virgilio rimprovera Dante, illustrazione di Gustave Doré

Il canto ventinovesimo dell'Inferno di Dante Alighieri si svolge nella nona e nella decima bolgia dell'ottavo cerchio, in cui sono puniti rispettivamente i seminatori di discordia e i falsari; siamo nel pomeriggio del 9 aprile 1300 (Sabato Santo), o secondo altri commentatori del 26 marzo 1300.

## Incipit
(Anonimo commentatore dantesco del XIV secolo)

## Analisi del canto

### Geri del Bello - versi 1-36
Il Canto prosegue descrivendo la bolgia dei seminatori di discordie, nella quale Dante ha finora interagito con ben cinque dannati diversi. Tutta questa gente e l'orrore delle loro ferite (la pena sta proprio nel fatto che i diavoli fendono i loro corpi, come essi crearono divisioni e discordie tra le persone) hanno così "inebriato" (reso pieni di lacrime) gli occhi di Dante che egli stava quasi per scoppiare in pianto (l'interpretazione del verso è controversa.. pare comunque difficile che Dante stesse già piangendo, dopo il rimprovero di Virgilio di non impietosirsi per i dannati nella bolgia degli indovini).
Virgilio allora lo incita: (parafrasi) "Che guardi? Perché i tuoi occhi si soffermano ancora là giù tra l'ombre triste smozzicate? Eppure nelle altre bolge non hai fatto così.. che, vuoi forse vedere tutte e ventidue le miglia di questo fossato? Non sai che la luna è ai nostri piedi (agli antipodi, quindi dev'essere circa un'ora dopo lo zenit perché la luna ritarda ogni giorno di circa 50 minuti sul sole, quindi sono le una del pomeriggio) e che ormai resta poco tempo per vedere tutto?"
Dante, incamminandosi, per la prima volta sembra un po' risentito verso Virgilio e si giustifica dicendo che se il maestro avesse considerato la ragione per la quale egli si attardava, forse gli avrebbe concesso un po' più di tempo. In effetti Dante ha ragione di credere che in quella bolgia si nascondesse un suo parente, ma Virgilio taglia corto perché anche questa volta aveva già capito la situazione: Dante non deve pensare a quel dannato, perché egli era sì presente, ai piedi del ponte, che guardava Dante e lo indicava minacciandolo col dito, inoltre Virgilio aveva anche sentito dire il suo nome, Geri del Bello. Questo era accaduto mentre Dante era tutto occupato verso colui che già tenne Altaforte (Bertran de Born, signore di Hautefort, incontrato a fine del canto precedente), così che egli non notò il suo parente e lui se ne andò. Dante sa dopotutto che Geri è disdegnoso (lo "sdegno" era l'ira giusta, quella mossa dalla ragione) perché la sua vïolenta morte non era ancora stata vendicata da nessuno della consorteria degli Alighieri, per questo egli se ne era andato senza profferire parola: ma ciò ha maggiormente impietosito Dante.
Dante credeva fermamente nel patto di sangue che lega le famiglie e, nonostante la deprecazione nel canto precedente del consiglio di Mosca dei Lamberti e sebbene non fosse particolarmente propenso verso la vendetta privata, ne riconosceva la legittimità (come facevano dopotutto gli statuti comunali dell'epoca). Forese Donati poi, in una delle terzine della tenzone poetica con Dante dove si accusano e ingiuriano a vicenda, rinfacciava a Dante vigliaccheria, conseguenza forse della perplessità di Dante circa il dovere della vendetta familiare.
Le notizie storiche non sono molte, ma pare che questo lontano zio (cugino del padre di Dante), fosse stato ucciso da un membro della famiglia Sacchetti verso il 1280: sono preziose le notizie date dai figli di Dante stesso, Jacopo e Pietro. Secondo Benvenuto da Imola ci sarebbe stata anche la vendetta vera e propria, ma solo verso il 1310 quando ormai erano passati trent'anni dalla morte dei Geri. Solo a molti anni dopo risale un documento pervenutoci di riappacificazione tra gli Alighieri e i Sacchetti (1342). Dante è come se accettasse questo rimprovero, ma non sembra provare sentimenti di colpevolezza: egli ha infatti pietà verso il congiunto ma non c'è nessuna traccia di rimorso personale.

### La decima bolgia dei falsari - vv. 37-72

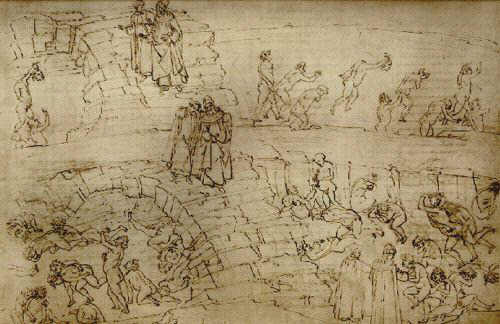
Sandro Botticelli, la bolgia degli alchimisti (Disegni per la Divina Commedia)

Parlando così con Virgilio, Dante arriva all'argine della prossima bolgia e la prima impressione che ne riceve è uditiva: lamenti fortissimi che colpiscono (saettano) la pietà come frecce dalle punte di ferro, tanto che Dante deve coprirsi le orecchie con le mani.
Di nuovo Dante fa una similitudine ipotetica (dopo quella di tutti mutilati delle guerre del Mezzogiorno in Inf. XXVIII 7-21) cioè per una somma di immagini che pur addizionate non sarebbero sufficienti a rappresentare l'orrore della bolgia: Dante cita gli ospedali di Valdichiana, di Sardegna e di Maremma nei mesi estivi, zone infestate dalla malaria, la cui puzza sommata non era altrettanta a quella infernale. Mentre scende la ripa la vista diventa nitida e può discernere i malati che sono i falsador puniti dall'infallibil giustizia di Dio. Per descrivere il dato visivo Dante fa un'altra similitudine, questa volta presa dal repertorio classico (la continua commistione tra personaggi, figure, temi e stili del mondo classico, mitologico, biblico e contemporaneo saranno la caratteristica più spiccata di questa bolgia): come nelle Metamorfosi di Ovidio (qui citate spesso e quasi a menadito), Dante rievoca la pestilenza di Egina, che fece morire tutto il popolo dell'isola greca, compresi gli animali, tranne il re che chiese poi a Giove di trasformare le formiche in uomini (i cosiddetti Mirmidoni) per ripopolarla, così in quella bolgia vi erano mucchi di ammalati ovunque.
Vi erano infatti persone l'una accasciata sull'altra, chi sul ventre, chi sulle spalle e chi carponi a terra. Non si potevano alzare e i due poeti procedevano tra di loro senza parlare.
Sul contrappasso di questa bolgia non si è riusciti a trovare una precisa corrispondenza univoca: la più accettata è che come i falsari alterarono la materia o le loro sembianze, così adesso sono alterati dalle malattie.

### Gli alchimisti - vv. 73-139

#### Griffolino d'Arezzo - vv. 73-120

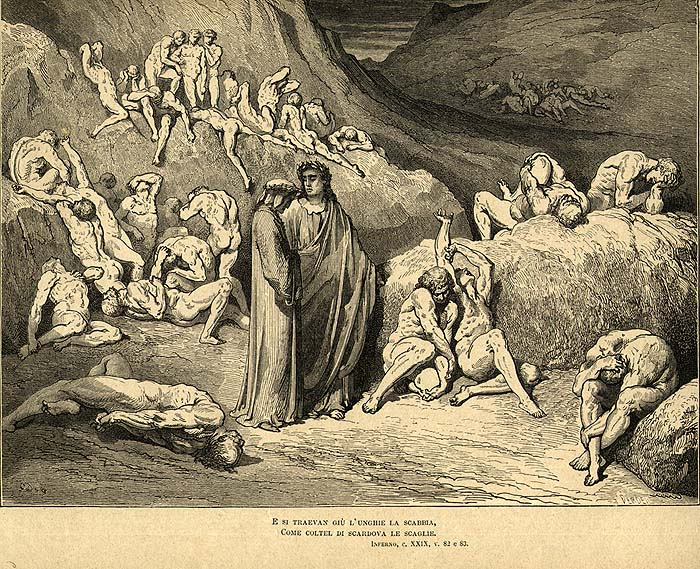
I falsari, Gustave Doré

L'attenzione del poeta viene attratta da due dannati, uno appoggiato all'altro come due teglie messe a scaldare (la prima delle similitudini domestiche che caratterizzano lo stile di questo canto come comico-realistico), pieni di macchie dal capo ai piedi; e si grattavano con il morso delle unghie per la rabbia del prurito con tale rapidità come mai fu visto garzone (ragazzo nel significato più antico) strigliare un cavallo aspettando il suo signore (segnorso, con pronome possessivo enclitico come sopravvive in alcuni dialetti meridionali come per esempio in "màtrema", "sòrate") né stalliere che voglia andare presto a letto ("che mal volentier veglia"). La scabbia grattata veniva via come le squame della scardova (pesce dei Cyprinidae) o di altro pesce con squame più grandi.
Virgilio si rivolge a uno dei due con un vocativo e con una preghiera secondo le regole retoriche della captatio benevolentiae: (parafrasi) "Oh tu che ti gratti con le dita (letteralmente ti "dismagli" cioè stacchi le croste come maglie di un'armatura), e talvolta le usi come tanaglie, dicci se c'è qualche italiano ("Latino") qui, e che possano le unghie bastarti in eterno per codesto lavoro".
Il dannato risponde che lui e il suo compagno sono latini, ma prima chiede a Virgilio chi sia lui; a questa domanda Virgilio risponde, più sinteticamente che nell'episodio di Maometto del canto precedente, ma sottolineando comunque che Dante è vivo, notizia che anche qui desta il più grande stupore, tanto che i due malati si staccano e si rivolgono a lui tutti tremanti (perché sorpresi o perché malati?).
Dopo la presentazione Dante ha il campo libero e, invitato da Virgilio a parlare, chiede ai due di presentarsi, affinché possa la loro fama nel mondo non dileguarsi.
Il primo, che si presenta come aretino, è secondo gli antichi commentatori un tale Griffolino d'Arezzo, fatto bruciare come eretico ("mi fé mettere al foco") da Albero da Siena, ma non per questo si trova nella decima bolgia. Narra infatti che avendo detto per celia ("parlando a gioco") di sapersi alzare in volo, venne preso sul serio da Albero, un nobile con desideri impetuosi e poco discernimento ("ch'avea vaghezza e senno poco"), che gli chiese di insegnargli a volare come Dedalo, ma non riuscendovi lo fece mettere al rogo dal vescovo di Siena che lo amava come un figlio ("mi fece ardere a tal che l'avea per figliuolo"). Conclude poi dicendo che la vera ragione per cui si trova nella bolgia è perché nel mondo fu un alchimista. La novella è raccontata con tanto di discorso diretto, anche qui in osservanza ai canoni di uno stile comico-realistico.

#### Capocchio da Siena e la vanità dei senesi - vv. 121-139

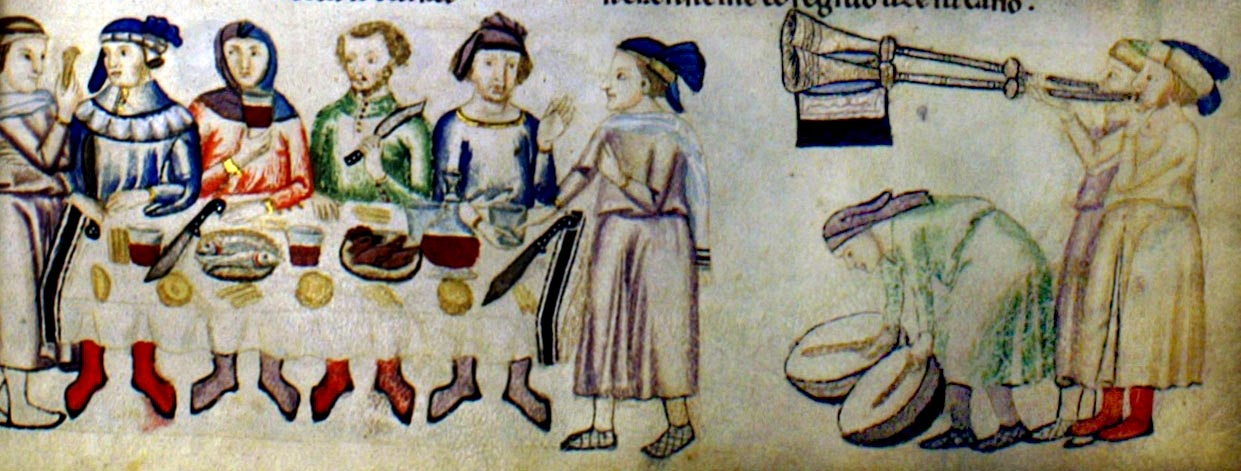
La brigata spendereccia miniatura del Codex Altonensis

Dante prende l'occasione per lamentarsi con Virgilio se esista mai gente al mondo "sì vana come la senese", ben peggiori dei francesi, che pure non dovevano godere di buona fama. Quella di Dante non è una vera e propria invettiva sulla città (come nei casi di Firenze, Pistoia e poi Pisa), ma piuttosto una polemica quasi da pettegolezzo, contro la vana megalomania di alcuni dei suoi cittadini.
Il secondo "lebbroso" (in realtà scabbioso) prese la palla al balzo dicendo ironicamente di non contare certo Stricca (Stricca di Giovanni de' Salimbeni?), tanto oculato spenditore, né suo fratello Niccolò che scoprì l'uso dei chiodi di garofano in cucina e l'appiccò all'"orto" della vana Siena. Questi accenni sono ironici come quello di Bonturo Dati a proposito dei barattieri di Lucca, e evidenziano il tenore comico del canto. E il dannato prosegue dicendo di non indicare nemmeno la brigata (la cosiddetta "brigata spendereccia") che scialacquò la vigna e i poderi di Caccianemico d'Asciano e nella quale diede prova di oculato senno (!) l'Abbagliato (soprannome di Bartolomeo dei Folcacchieri). Siena all'epoca in cui Dante scriveva era una delle città più ricche d'Europa, probabilmente più di Firenze stessa, e destavano molto scandalo gli sperperi che alcuni ricchissimi cittadini potevano permettersi. Non è un caso che uno dei due peccatori citati tra gli scialacquatori a tempo debito (Inferno XIII, vv. 118-121) fosse un senese, Lano da Siena.
A questo punto il secondo dannato si presenta come Capocchio, un personaggio sul quale si hanno scarsissime informazioni, e che lui stesso si definisce come falsario di metalli con l'alchimia.
com'io fui di natura buona scimia".»
(vv. 138-139)
In chiusura di Canto poi ricorda che, se ha ben riconosciuto Dante, lui dovrebbe avere a mente come fu "scimmia" per natura (la scimmia era l'animale imitatore per eccellenza, che imita l'uomo "scimmiottandolo", appunto) o della natura (più probabilmente la seconda opzione, per similitudine con numerosi altri passi nell'italiano antico nel quale "esser scimmia di" era una specie di frase fatta).